# 有機體說
有機體說是一种哲学观点，这种观点认为宇宙及其各种组成部分，包括人类社会在内，与生物体一样，都应被视为是有生命且在自然条件下是有秩序的，有机体的构成元素本身并非“沉睡”物，而是不断变动的完整系统中的“动态”物。